# Bahrainona
"Bahrainona" (Nosso Bahrein) é o hino nacional do Reino do Barém. Foi adoptado em 1971. A letra é de Mohamed Sudqi Ayyash (1925-), mas o autor da música é desconhecido.

## História
Após a independência do país em 1971, o  Barém adotou o hino "Bahrainona". É no estilo de fanfarra árabe. A letra original, também escrita por Mohamed Sudqi Ayyash foi alterada em 2002, quando o Barém deixou de ser um emirado e passou a ser um reino.